# Der Zirkus kommt
Der Zirkus kommt ist ein Dokumentarfilm des DEFA-Studios für Dokumentarfilme von Petra Tschörtner aus dem Jahr 1986.

## Handlung
Die Chefin des Zirkus Hein stellt die jüngsten Mitglieder ihrer Zirkusfamilie vor. Das sind die Enkelkinder Sandra, die Tochter des Clowns und Jessica, sowie die Urenkel Enrico, dessen Mutter mit den Schlangen arbeitet, Benjamin, der seinen Opa in einer Nummer unterstützt, sowie dessen Schwester Mariana, deren Eltern die Luft- und die Taubennummer aufführen.
Es ist kurz vor Beginn der Vorstellung und Benjamin wird von Sandra geschminkt, denn die Maske eines Clowns ist nicht so einfach. Inzwischen beginnt die Vorstellung und nach einer Luftnummer ist Benjamin mit seinem Opa in einer Clownszene dran, in der beide mit einem Taxi fahren wollen, welches immer mehr auseinanderfällt. Dabei werden sie von Sandra unterstützt. Noch während die Vorstellung läuft, werden vor dem Zelt die nicht mehr benötigten Utensilien und Tiere für den Transport verladen. Selbst mit der Demontage des Zeltes wird bereits begonnen, obwohl noch nicht alle Zuschauer dieses verlassen haben, dann geht es in den nächsten Ort, wo noch am Abend das Zelt wieder aufgebaut wird. Bereits einen Tag später findet am Nachmittag die erste und am Abend die zweite Vorstellung statt. Am nächsten Tag gibt es noch eine Nachmittagsvorstellung und dann geht es schon wieder auf die Reise.
So kommt es, dass Sandra in jeder Woche etwa zweimal in eine andere Schule gehen muss. Doch damit nicht genug, muss sie noch für ihr zukünftiges Leben als Artistin üben, im gezeigten Fall an einem Vertikalseil, obwohl sie lieber Clown werden möchte. Aber auch die anderen Kinder werden bereits mit Übungen an die Artistik herangeführt, denn in einem Familienbetrieb ist es wichtig, dass zukünftige Generationen die Tradition weiterführen. Noch einmal werden verschiedene Nummern aus der Manege gezeigt und dann geht es schon wieder weiter in den nächsten Ort.

## Produktion und Veröffentlichung
Die Dramaturgie lag in den Händen von Sonja Zallmann.
Die erste nachweisbare Aufführung, des von der Gruppe Kinderfilm auf ORWO-Color gedrehten Films, fand am 26. Juni 1986 in der Reihe Angebote im Berliner Kino Babylon statt.